# Гребень, Юрий Григорьевич
Юрий Григорьевич Гребень (18 марта 1941, Омск — 18 января 2014, там же) — советский и российский театральный актёр, актёр Омского государственного драматического театра «Галёрка» (1996—2014). Народный артист Российской Федерации (2003), заслуженный артист РСФСР (1970).

## Биография
Родился 18 марта 1941 года в Омске. Окончил двухгодичные курсы при Союзе театральных деятелей. Творческий путь начал в 1958 году в Омском ТЮЗе. С 1971 года по 1995 год — актёр Норильского Заполярного театра драмы имени Вл. Маяковского. Работал в Омском академическом театре драмы. С 1996 года и до конца жизни — актёр Омского драматического театра «Галёрка».
Умер 18 января 2014 года. Похоронен на Старо-Северном мемориальном кладбище Омска.

## Семья
- Жена (1964 — 2014) — актриса Омского драматического театра «Галёрка», заслуженный деятель культуры Омской области Светлана Павловна Романова (род. 12 октября 1941 года).
- Сын — актёр Челябинского государственного академического театра драмы им. Н.Орлова (с 1995 года) Михаил Юрьевич Гребень (род. 22 июля 1967 года)[3][4].

## Театральные работы
- Кузовкин —  «Нахлебник» И. Тургенева (1996);
- Вилли Кларк — «Весельчаки» Н. Саймона (1997);
- Мечеткин —  «Прошлым летом в Чулимске» А. Вампилова (1998)
- Мольер —  «Жизнь господина де Мольера» М. Булгакова (1998);
- Калошин, Анчугин —  «Провинциальные анекдоты» А. Вампилова (2000);
- Микич —  «Ханума» А. Цагарели (2001);
- Сарафанов —  «Свидание в предместье» А. Вампилова (2001);
- Кушак —  «Утиная охота» А. Вампилова (2003);
- Чмутин —  «Ретро» А. Галина (2008).

## Награды
- Народный артист Российской Федерации (30 января 2003 года)[5]
- Заслуженный артист РСФСР (1970)[6]
- Медаль «За трудовое отличие» (1981)
- Почётная грамота Правительства Омской области (2010) — за многолетний безупречный труд, высокое профессиональное мастерство и значительный вклад в искусство
- Диплом лауреата премии имени народного артиста СССР А. И. Щеголева в номинации «Лучшая мужская роль» в Омском областном фестивале-конкурсе «Лучшая театральная работа» (1997) — за роль Вилли Кларка в спектакле «Весельчаки» Н. Саймона
- звание «Легенда омской сцены» (общественная награда)